# Raymond Troye
Raymond Troye (1908-2003) est un officier et écrivain belge né à Charleroi. Pendant son internement en Allemagne nazie, il écrivit cinq romans dont deux furent publiés après la guerre.
Lieutenant dans l'armée belge, il fut capturé en mai 1940. Après avoir passé quelques jours dans un camp de transit à Dortmund, il fut envoyé dans un camp en Bavière (Oflag VII-B ) où il resta deux ans avant d'être transféré dans un autre camp près de Hambourg (Oflag X-D). Il passa les deux dernières années de la guerre dans un troisième camp au nord de Berlin (Oflag II-A).

## Œuvres
- Meurtre dans un Oflag, éditions Atalante, Bruxelles, 1947
- Le Pharmacien de Chantenelle, éditions Atalante, Bruxelles, 1947

## Source de la traduction
- (en) Cet article est partiellement ou en totalité issu de l’article de Wikipédia en anglais intitulé « Raymond Troye » (voir la liste des auteurs).